# Mohamed Chakouri
Pour les articles homonymes, voir Chakouri.
Mohamed Chakouri, né le 21 mai 1986 à Arles, est un footballeur franco-algérien. Il évolue au poste de défenseur latéral droit.
Formé au Montpellier HSC, il joue ensuite au Royal Charleroi SC.
Avec l'équipe de France des moins de 19 ans, il remporte le championnat d'Europe des moins de 19 ans en 2005. Il ne confirmera malheureusement pas les espoirs placés en lui et sa carrière ne décollera jamais.

## Biographie
Mohamed Chakouri naît à Arles le 21 mai 1986 et commence le football dans le club du village de Mas-Thibert. Il rejoint en benjamins le SC Saint-Martinois, club de la ville de Saint-Martin-de-Crau, puis joue à l'Athlétic Club arlésien au poste d'attaquant. Lors d'un tournoi, il est remarqué par des recruteurs du Montpellier HSC et, rejoint alors, le centre de formation du club montpelliérain à l'âge de treize ans. Il est replacé au poste d'arrière latéral droit lors de sa seconde saison au centre de formation par son entraîneur Thierry Laurey. En 2003-2004, il dispute avec l'équipe réserve douze rencontres de CFA. Il effectue alors en mai un stage de détection avec l'équipe d'Algérie juniors en compagnie de son coéquipier Ali Sami Yachir
La saison suivante, il fait ses débuts en équipe première du club à l'âge de dix-huit ans. L'entraîneur Robert Nouzaret le titularise pour le premier match du championnat au poste d'arrière gauche. Malgré la défaite à domicile, quatre buts à trois, face à l'ES Troyes AC, il réalise un bon match et se retrouve ensuite titulaire les six matchs suivants, à gauche ou à droite de la défense,. Lors de la sixième journée, il inscrit son premier but en Ligue 2 face aux Chamois niortais et le club héraultais s'impose sur le score d'un but à zéro à l'extérieur. Il intègre en septembre les rangs de l'équipe de France des moins de 19 ans. Il est ensuite sélectionné, avec ses coéquipiers Geoffrey Jourdren et Cédric Cambon, par Jean Gallice, pour disputer la phase finale du championnat d'Europe. Il inscrit le but égalisateur en finale face aux Anglais et les jeunes Français remportent le trophée en s'imposant sur le score de trois buts à un.
Les années suivantes, son temps de jeu en club augmente et il devient un membre important de l'effectif. En fin de saison 2007, il est appelé, par le sélectionneur Philippe Bergeroo, pour disputer le tournoi de Toulon avec l'Équipe de France des moins de 20 ans. Les jeunes Bleus remportent le trophée en s'imposant, sur le score de trois buts à un, face à la Chine,. Ses bonnes performances lors de la compétition lui valent d'être observé par l'Ajax Amsterdam, l'AZ Alkmaar et le FC Sochaux, mais les contacts n'aboutissent pas en raison des demandes financières de son club formateur,. La saison suivante, il perd cependant sa place de titulaire dans le groupe dirigé par Rolland Courbis et se retrouve à jouer en réserve avec plusieurs autres joueurs.
Non conservé par le Montpellier HSC, il est prêté avec option d'achat en janvier 2008 au Royal Charleroi SC,. Il s'impose comme titulaire chez les « Zèbres » et, ses bonnes prestations le font appeler par René Girard, en équipe de France de football espoirs en mars 2008. Dans ce match disputé face aux espoirs tchèques au stade Robert-Diochon, il entre en jeu à la 75e minute en remplacement de Younès Kaboul. De retour en club, il signe un contrat de deux ans et demi avec le club carolo puis, dispute de nouveau le Tournoi de Toulon avec les moins de 20 ans français. Mohamed Chakouri et ses coéquipiers ne connaissent pas la même réussite que l'année précédente, et terminent septième de la compétition. En club, Il s'impose comme titulaire la saison suivante que le club termine à la douzième place. Devenu éligible pour l'Algérie, il est appelé pour la première fois en équipe nationale par le sélectionneur algérien Rabah Saâdane, dans sa liste publiée le lundi 16 août 2010, afin d'affronter la Tanzanie. Il n'entre cependant pas en jeu pour ce match comptant pour les éliminatoires de la coupe d'Afrique 2012. Il n'est pas rappelé pour le match suivant par le sélectionneur. En 2010-2011, le nouvel entraîneur du Royal Charleroi SC, Jacky Mathijssen, ne compte pas sur lui et, Mohamed Chakouri fait alors l'objet de rumeurs de transferts mais, reste jusqu'à la fin de la saison au club. En fin de contrat en juin 2011, il souhaite revenir en France et fait alors un essai à l'US Boulogne CO qui s'avère non concluant. Il rejoint ensuite les rangs amateurs et évolue en Division d'honneur régionale avec l'équipe C de l'AC Arles-Avignon puis de l'équipe B du FC Martigues. Il est en contact en 2013 avec l'ASO Chlef mais cela reste sans suite.

## Palmarès
Mohamed Chakouri remporte avec l'équipe de France des moins de 19 ans le Championnat d'Europe des moins de 19 ans en 2005. Avec l'équipe de France des moins de 20 ans, il remporte le Tournoi de Toulon en 2007.

## Statistiques
Le tableau ci-dessous résume les statistiques en match officiel de Mohamed Chakouri depuis ses débuts de joueur professionnel,,.
| Saison              | Club               | Championnat        | Championnat | Championnat | Coupe nationale | Coupe nationale | Coupe de la Ligue | Coupe de la Ligue | Play-offs | Play-offs | Total | Total |
| Saison              | Club               | Division           | M.          | B.          | M.              | B.              | M.                | B.                | M.        | B.        | M.    | B.    |
| 2004-2005           | Montpellier HSC    | Ligue 2            | 10          | 1           | -               | -               | -                 | -                 | -         | -         | 10    | 1     |
| 2005-2006           | Montpellier HSC    | Ligue 2            | 15          | 0           | 1               | 0               | 2                 | 0                 | -         | -         | 18    | 0     |
| 2006-2007           | Montpellier HSC    | Ligue 2            | 25          | 3           | -               | -               | 2                 | 1                 | -         | -         | 27    | 4     |
| juil-janv 2007-2008 | Montpellier HSC    | Ligue 2            | -           | -           | -               | -               | -                 | -                 | -         | -         | 0     | 0     |
| janv-juin 2007-2008 | Royal Charleroi SC | Jupiler Pro League | 15          | 1           | -               | -               | -                 | -                 | -         | -         | 15    | 1     |
| 2008-2009           | Royal Charleroi SC | Jupiler Pro League | 24          | 0           | 1               | 0               | -                 | -                 | -         | -         | 25    | 0     |
| 2009-2010           | Royal Charleroi SC | Jupiler Pro League | 18          | 0           | -               | -               | -                 | -                 | 1         | 0         | 19    | 0     |
| 2010-2011           | Royal Charleroi SC | Jupiler Pro League | 1           | 0           | 1               | 0               | -                 | -                 | -         | -         | 2     | 0     |